# Colégio Nossa Senhora do Rosário (Porto Alegre)
O Colégio Marista Rosário é uma tradicional escola particular da cidade de Porto Alegre. Foi o berço da Pontifícia Universidade Católica do Rio Grande do Sul (PUCRS).
Atualmente, possui mais de 3,1 mil estudantes e conta com o trabalho de aproximadamente 460 educadores.

## História
A instituição foi construída por diversas gerações, começando em 1904 quando os Irmãos Géraud Dethoôr e Ambrosi Michel assumiram a Escola Nossa Senhora do Rosário, que funcionava em duas salas da igreja paroquial de mesmo nome, na área central de Porto Alegre - RS. Nos anos seguintes, a escola foi transferida para lugares provisórios até que em 1927 foi inaugurado o prédio atual, na Avenida Independência, no bairro Independência, ao lado da Praça Dom Sebastião. O prédio faz parte do patrimônio histórico e arquitetônico da cidade.
1931 - foi criado o Curso Superior de Administração e Finanças, marco inicial da Pontifícia Universidade Católica do Rio Grande do Sul, a PUCRS.
As dependências do Colégio foram sendo modificadas e constituídas em partes, com conclusões em 1940, 1944 e 1948.
1941 - fundação do Grupo Escoteiro Tupã-Ci.
1944 - fundação do Grêmio Estudantil Rosariense – GER.
1957 - fundação da Associação de Pais e Mestres do Marista Rosário (Apamecor).
1967 - A PUCRS transferiu-se oficialmente para o campus da Av. Ipiranga.
Até os anos 1960, o Colégio recebia alunos internos originários de vários municípios do interior do estado.
1969 - matricularam-se as primeiras mulheres nas turmas de Ensino Médio. Nessa época, os alunos mudaram sua aparência e até a década de 60 eram uniformizados como se fossem militares e depois como esportistas.
1974 - Colégio possuía cursos profissionalizantes, entre eles: Técnico em Estatística, Publicidade, Eletrônica e Mecânica.
No início dos anos 1980 o Colégio reassumiu seu olhar voltado à formação integral de crianças e jovens. Em 1982, a escola possuía mais de 3mil estudantes, da pré-escola ao até então 1º e 2º Grau (atual Ensino Médio).
2003 - conquistou dois reconhecimentos: o Top of Mind como a marca mais lembrada na educação em Porto Alegre, e o Top Cidadania da ABRH, como instituição socialmente responsável.
2004 - Centenário do Colégio. Foi preparada uma série de atividades em celebração aos 100 anos como uma exposição na Câmara Municipal de Porto Alegre, lançamento oficial do site e Memorial. Em outubro, foi realizada no Grêmio Náutico União, a Festa dos 100 anos, além de missa e um grande reencontro da banda marcial. 
2010 - Depois de quatro anos de construção, uma área que contempla espaços de convivência e de novos serviços foi entregue à comunidade educativa. O prédio B, com acesso pela Av. Irmão José Otão, conta com dez pavimentos.
Prêmio Marcas de Quem Decide – de 2012 a 2019 figura entre marca preferida e marca mais lembrada na categoria Ensino Médio.
2013 - Prêmios da ABRH Top Ser Humano, como iniciativas focadas nos educadores, e o Top Cidadania com o Grupo de Voluntariado formado por estudantes dos Anos Finais EF e Ensino Médio.
2014 - Prêmio Top Ser Humano da ABRH, regional e nacional, com o Grupo de Voluntariado novamente.
2016 - Prêmio Top Ser Humano da ABRH, regional, case com ações de endomarketing.
2018 - recebeu o prêmio Top of Mind na categoria escola particular.
Hoje, o Marista Rosário possui mais de 3,1 mil estudantes e conta com o trabalho de aproximadamente 460 educadores, que atuam diariamente na missão educativa.
O Colégio é movido pelo propósito de contribuir para o desenvolvimento integral de crianças e jovens, em sintonia com as famílias. Aliamos a preparação acadêmica à formação de valores ético-cristãos, ao cuidado com a vida e o meio ambiente, ao despertar de talentos e a diferentes jeitos de aprender.

## Níveis de ensino
- Educação Infantil
- Ensino Fundamental
- Ensino Médio
- Turno Integral

## Referência bibliográfica
- Colégio Marista Rosário – Lições para a vida inteira, de Nadir Bonini Rodrigues.